# Campionat de Catalunya de bàsquet masculí de 1924
El Campionat de Catalunya de basket-ball de 1924 fou la segona edició del Campionat de Catalunya. Se celebrà des del 13 d'abril fins a l'11 de maig de 1924 i fou organitzada per la Federació Nacional de Basket. Hi participaren sis equips, el Club Esportiu Europa, l'Atlètic-Bricall, el Laietà BBC, l'Unió Sportiva Sants, el Futbol Club Martinenc i el Société Patrie. La competició es disputà en format de lliga regular, amb un total de cinc jornades, i se celebrà en tres seus diferents, el camp del FC Martinenc (13 d'abril i 4 de maig), el camp de la UE Sants (20 d'abril i 11 de maig) i el camp del CE Europa (27 d'abril).
Es proclamà campió el CE Europa, que aconseguí el seu primer títol al Campionat de Catalunya. L'acte de repartiment de premis tingué lloc a la seu de la Federació Nacional de Basket, al Gimnàs Bricall de Barcelona.

## Competició
El campionat de Catalunya se celebrà des de l'abril fins al maig de 1924, disputant-se trets partits a cada jornada. Tanmateix, la UE Sants es retirà de la competició a la tercera jornada i s'anul·laren els seus partits de la quarta i quinta jornada.

### Taula de resultats
| Casa \ Fora     | BRI | EUR  | LAI  | MAR        | UES        | SPT  |
| --------------- | --- | ---- | ---- | ---------- | ---------- | ---- |
| Atlètic-Bricall | —   |      | 13–3 | 0–10       | [ Nota 1 ] |      |
| CE Europa       | —   | —    |      | —          | 14–7       | —    |
| Laietà BBC      | —   | —    | —    |            | 13–2       | 2–0  |
| FC Martinenc    | —   | 9–14 | —    | —          | —          | 18–3 |
| UE Sants        | —   | —    | —    | —          | —          | —    |
| Société Patrie  | —   | 5–12 | —    | [ Nota 1 ] | [ Nota 1 ] | —    |

### Jornada 1
| 13 d'abril de 1924  | Atlètic Bricall | 13–3    | Laietà BBC | Barcelona                                 |  |
| 10:00 CET Jornada 1 |                 |         |            |                                           |  |
|                     |                 | Informe |            | Camp del FC Martinenc Àrbitres: Hernàndez |  |

| 13 d'abril de 1924  | FC Martinenc | 18–3    | SS Patrie | Barcelona                                 |  |
| 11:00 CET Jornada 1 |              |         |           |                                           |  |
|                     |              | Informe |           | Camp del FC Martinenc Àrbitres: Hernàndez |  |

| 13 d'abril de 1924  | CE Europa | 14–7    | UE Sants | Barcelona                           |  |
| 12:00 CET Jornada 1 |           |         |          |                                     |  |
|                     |           | Informe |          | Camp del FC Martinenc Àrbitres: Mir |  |

### Jornada 2
| 20 d'abril de 1924  | Atlètic Bricall              | 0–10                         | FC Martinenc                 | Barcelona                         |  |
| 10:00 CET Jornada 2 | Puntuació per part: 0-4, 0-6 | Puntuació per part: 0-4, 0-6 | Puntuació per part: 0-4, 0-6 |                                   |  |
|                     |                              | Informe                      | Pts: Lelong 6                | Camp de la UE Sants Àrbitres: Mir |  |

| 20 d'abril de 1924  | SS Patrie | 5–12    | CE Europa | Barcelona                         |  |
| 11:00 CET Jornada 2 |           |         |           |                                   |  |
|                     |           | Informe |           | Camp de la UE Sants Àrbitres: Mir |  |

| 20 d'abril de 1924  | Laietà BBC | 13–2    | US Sants | Barcelona                               |  |
| 12:00 CET Jornada 2 |            |         |          |                                         |  |
|                     |            | Informe |          | Camp de la UE Sants Àrbitres: Hernàndez |  |

### Jornada 3
| 27 d'abril de 1924  | FC Martinenc | 9–14    | CE Europa | Barcelona                        |  |
| 10:00 CET Jornada 3 |              |         |           |                                  |  |
|                     |              | Informe |           | Camp del CE Europa Àrbitres: Mir |  |

| 27 d'abril de 1924  | Laietà BBC | 2–0     | SS Patrie | Barcelona                              |  |
| 11:00 CET Jornada 3 |            |         |           |                                        |  |
|                     |            | Informe |           | Camp del CE Europa Àrbitres: Hernàndez |  |

| 27 d'abril de 1924  | Atlètic Bricall | vs.     | UE Sants | Barcelona                              |  |
| 12:00 CET Jornada 3 |                 |         |          |                                        |  |
|                     |                 | Informe |          | Camp del CE Europa Àrbitres: Hernàndez |  |

### Jornada 4
| 4 de maig de 1924   | SS Patrie | vs. | Atlètic Bricall | Barcelona                                 |
| 10:00 CET Jornada 5 |           |     |                 |                                           |
|                     |           |     |                 | Camp del FC Martinenc Àrbitres: Hernàndez |

| 4 de maig de 1924   | UE Sants | vs. | FC Martinenc | Barcelona                           |
| 11:00 CET Jornada 5 |          |     |              |                                     |
|                     |          |     |              | Camp del FC Martinenc Àrbitres: Mir |

| 4 de maig de 1924   | CE Europa | vs. | Laietà BBC | Barcelona                           |
| 12:00 CET Jornada 5 |           |     |            |                                     |
|                     |           |     |            | Camp del FC Martinenc Àrbitres: Mir |

### Jornada 5
| 11 d'abril de 1924  | Laietà BBC | vs. | FC Martinenc | Barcelona                               |
| 10:00 CET Jornada 5 |            |     |              |                                         |
|                     |            |     |              | Camp de la UE Sants Àrbitres: Hernàndez |

| 11 d'abril de 1924  | SS Patrie | vs. | UE Sants | Barcelona                               |
| 11:00 CET Jornada 5 |           |     |          |                                         |
|                     |           |     |          | Camp de la UE Sants Àrbitres: Hernàndez |

| 11 d'abril de 1924  | Atlètic Bricall | vs. | CE Europa | Barcelona                         |
| 12:00 CET Jornada 5 |                 |     |           |                                   |
|                     |                 |     |           | Camp de la UE Sants Àrbitres: Mir |

1. 1 2 3 4  La UE Sants es retirà de la competició.

## Classificació final
| Pos | Equip           | PJ | G | P | PF | PC | DP  | Pts |
| --- | --------------- | -- | - | - | -- | -- | --- | --- |
| 1   | CE Europa       | 3  | 3 | 0 | 40 | 21 | +19 | 6   |
| 2   | FC Martinenc    | 3  | 2 | 1 | 28 | 13 | +15 | 5   |
| 3   | Atlètic-Bricall | 3  | 2 | 1 | 13 | 17 | −4  | 5   |
| 4   | Laietà BBC      | 3  | 2 | 1 | 18 | 15 | +3  | 5   |

| Campió de Catalunya de bàsquet de 1924 |
| -------------------------------------- |
| CE Europa Primer títol                 |